# Rob Hulse
Robert William "Rob" Hulse (ur. 25 października 1979 w Crewe) – angielski piłkarz występujący na pozycji napastnika. Piłkarz londyńskiego Queens Park Rangers.

## Kariera klubowa
Rob Hulse jest wychowankiem klubu Crewe, gdzie pobierał pierwsze piłkarskie nauki. W Crewe szybko dostrzeżono w nim talent do zdobywania bramek i wróżono wielką karierę. Po dobrym okresie w raczej przeciętnym klubie jakim jest Crewe, Hulse przeniósł się do walczącego o awans do Premier League West Bromwich, z którym później świętował promocję do najwyższej klasy rozrywkowej. Nie pograł w nim jednak zbyt długo. W 2005 roku trafił na jeden sezon do Leeds United, gdzie był wcześniej wypożyczony. Jego przygoda z Leeds trwała jednak jeden sezon i zakończyła się przeprowadzką do beniaminka Premier League Sheffield United. 
Sezon 2006/2007 był jego najbardziej udanym sezonem w karierze. Strzelając mimo kontuzji w końcówce rozgrywek 8 bramek, stał się najlepszym strzelcem zespołu, co jednak nie uchroniło Sheffield przed spadkiem do niższej ligi. Hulse, który został mimo to w Sheffield, w następnym sezonie nie zdołał powrócić do dobrej formy i w 2008 roku zdecydował się na transfer do Derby County. W Derby spisywał się przyzwoicie, co zaowocowało transferem do walczącego o awans QPR. Z klubem z Londynu awansował do najwyższej klasy rozgrywkowej, jednak dotychczas nie dostawał w elicie za dużo szans od trenerów.
1 października 2012 roku został na trzy miesiące wypożyczony do Charlton Athletic. Podczas pobytu w Charltonie zdobył 3 bramki w 15 meczach.
29 stycznia 2013 roku został wypożyczony do końca sezonu do Millwall.